# Bahnhof Higashi-Okazaki
Der Bahnhof Higashi-Okazaki (jap. 東岡崎駅, Higashi-Okazaki-eki) ist ein Bahnhof auf der japanischen Insel Honshū. Er wird vor der Bahngesellschaft Meitetsu (Nagoya Tetsudō) betrieben und befindet sich in der Präfektur Aichi auf dem Gebiet der Stadt Okazaki südöstlich von Nagoya. Aufgrund seiner zentralen Lage ist er der meistfrequentierte Bahnhof der Stadt.

## Verbindungen
Higashi-Okazaki ist ein Zwischenbahnhof an der Meitetsu Nagoya-Hauptlinie, der wichtigsten Bahnstrecke der Gesellschaft Meitetsu, die von Toyohashi über Nagoya nach Gifu führt. Es halten hier zwei Gattungen von Eilzügen, die sich durch die Anzahl der bedienten Zwischenbahnhöfe unterschieden. Am schnellsten sind die Rapid Limited Express, die vom Bahnhof Toyohashi über Chiryū, Kanayama nach Meitetsu Nagoya und anschließend nach Meitetsu Gifu oder Shin-Unuma verkehren. Zusätzliche Halte legen die Express ein, die Toyohashi mit Chiryū, Meitetsu Nagoya und Meitetsu Ichinomiya verbinden. Während der Hauptverkehrszeit kommen weitere Express von Toyokawa-inari nach Meitetsu Ichinomiya hinzu. Im Lokalverkehr werden sämtliche Zugläufe in Higashi-Okazaki getrennt. Westlich davon fahren sie im Viertelstundentakt über Chiryū und Meitetsu Nagoya nach Iwakura (die Hälfte davon über Iwakura hinaus weiter nach Inuyama). Östlich davon besteht ein Halbstundentakt über Kō nach Ina.
Der Bahnhof ist auch ein bedeutender Knotenpunkt des lokalen und regionalen Busverkehrs, mit Busterminals auf beiden Bahnhofsvorplätzen. Von der Nordseite aus verkehren sechs Linien der Gesellschaft Meitetsu Bus, auf der Südseite kommen fünf weitere Linien hinzu. Bis zu ihrer Stilllegung im Jahr 1962 erschloss auch die Straßenbahn Okazaki den Bahnhof.

## Anlage
Der Bahnhof steht im Stadtteil Myōdaijichō und bildet den südlichen Abschluss des Stadtzentrums am Fluss Oto. An der Nordseite sind zahlreiche Gastronomiebetriebe, Läden und Bürogebäude zu finden, ebenso das Einkaufszentrum Oto Riverside Terrace. Auf dem Platz zwischen dem Bahnhof und dem Einkaufszentrum steht seit 2019 eine 9,5 Meter hohe Bronzestatue, die Tokugawa Ieyasu darstellt. Die hügelige Südseite ist von Wohnvierteln geprägt. Bedeutende Gebäude in der Nachbarschaft sind unter anderem das Rathaus, der Rokusho-Schrein und eine Außenstelle der Nationalen Forschungseinrichtung für Naturwissenschaften.
Die Anlage ist von Westen nach Osten ausgerichtet und umfasst vier Gleise, die alle dem Personenverkehr dienen. Diese legen an zwei überdachten Mittelbahnsteigen, die leicht gekrümmt und etwas voneinander versetzt sind. Hinzu kommt ein Abstellgleis an der Südwestseite. Über die gesamte Anlage spannt sich das Empfangsgebäude in Form eines Reiterbahnhofs, der Zugang zu den Bahnsteigen erfolgt durch Treppen, Rolltreppen und Aufzüge. Im Vergleich zu anderen Bahnhöfen sind die Bahnsteige eher eng; vor allem jener in Richtung Nagoya ist während der morgendlichen Hauptverkehrszeit häufig überfüllt.
Im Fiskaljahr 2019 nutzten durchschnittlich 39.249 Fahrgäste täglich den Bahnhof.

## Bilder

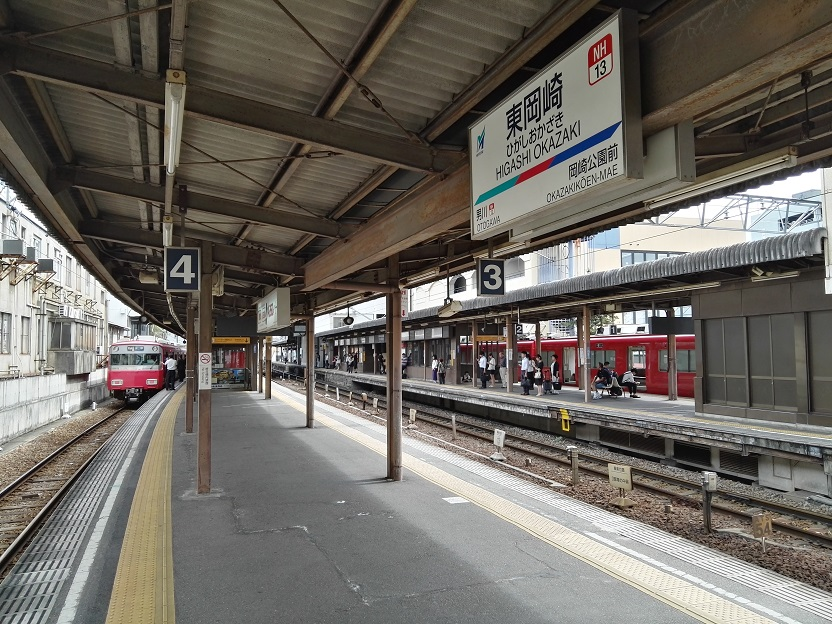
Ansicht der Bahnsteige
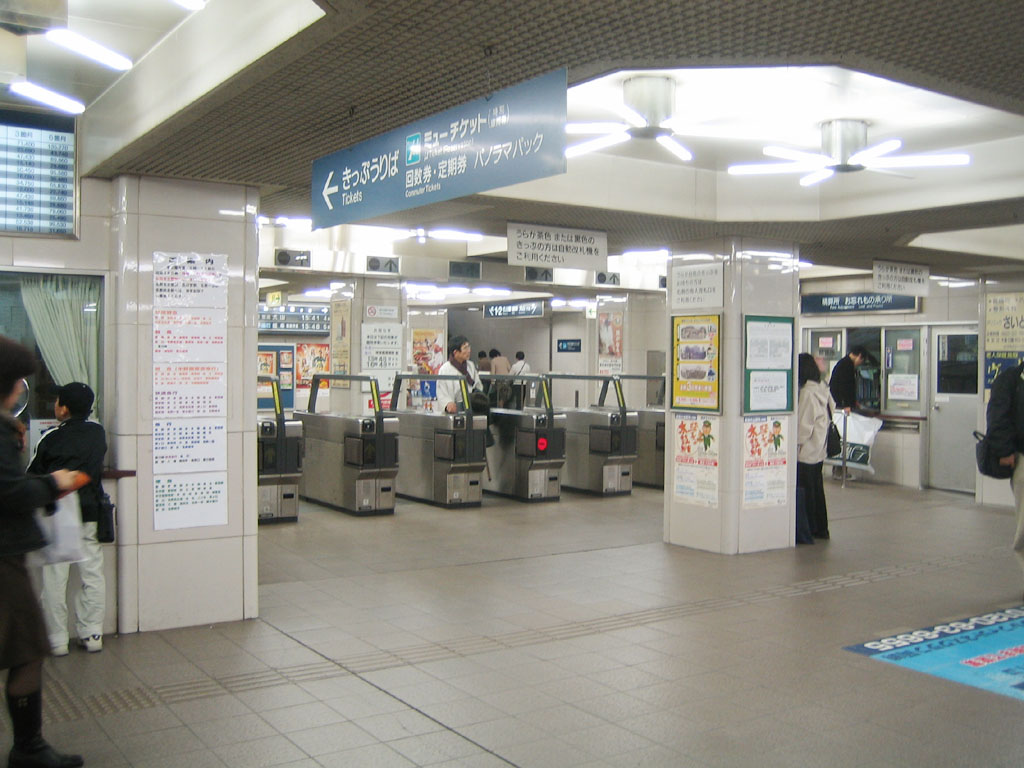
Bahnsteigsperren
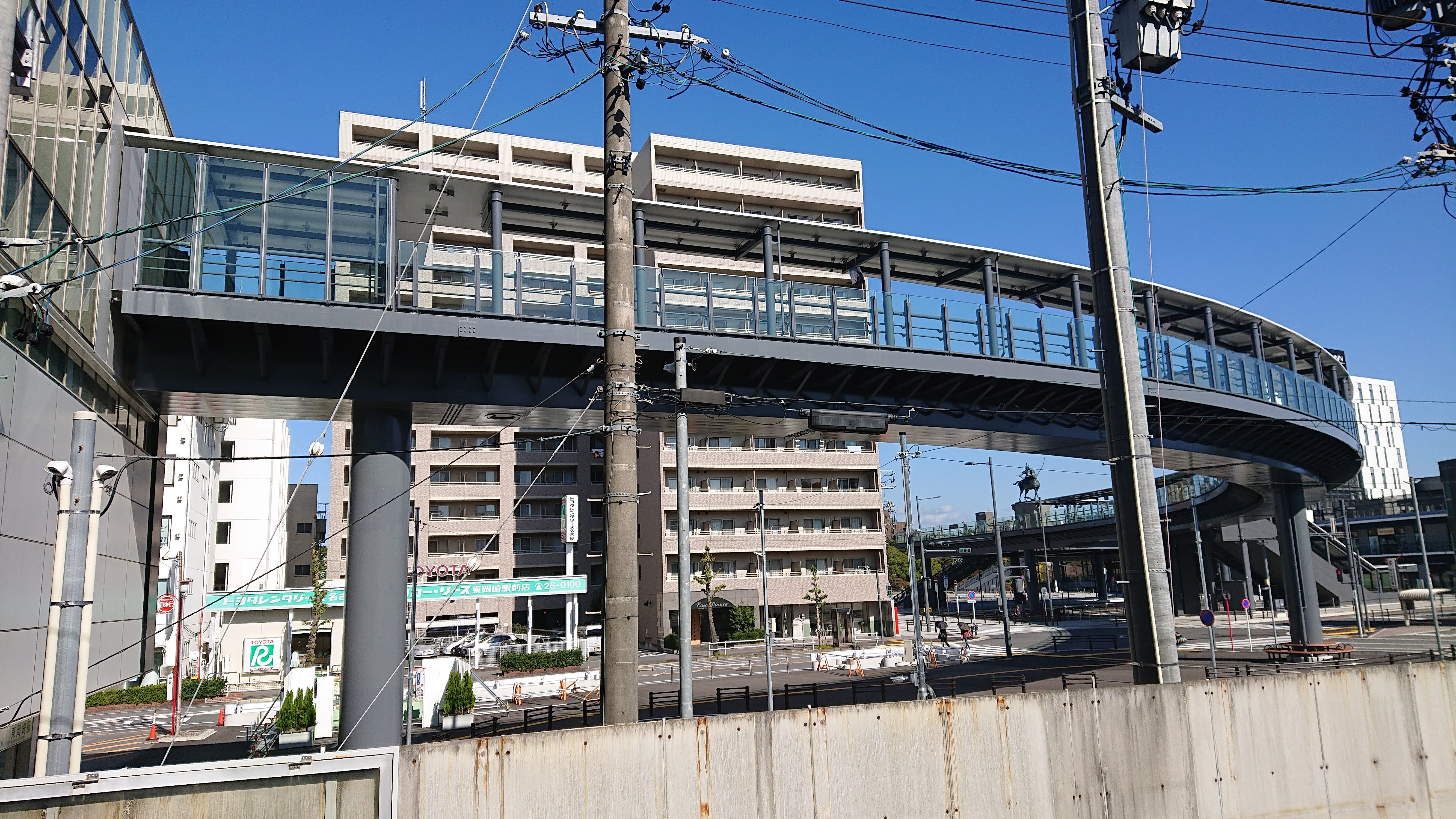
Vorplatz mit Fußgängerbrücke
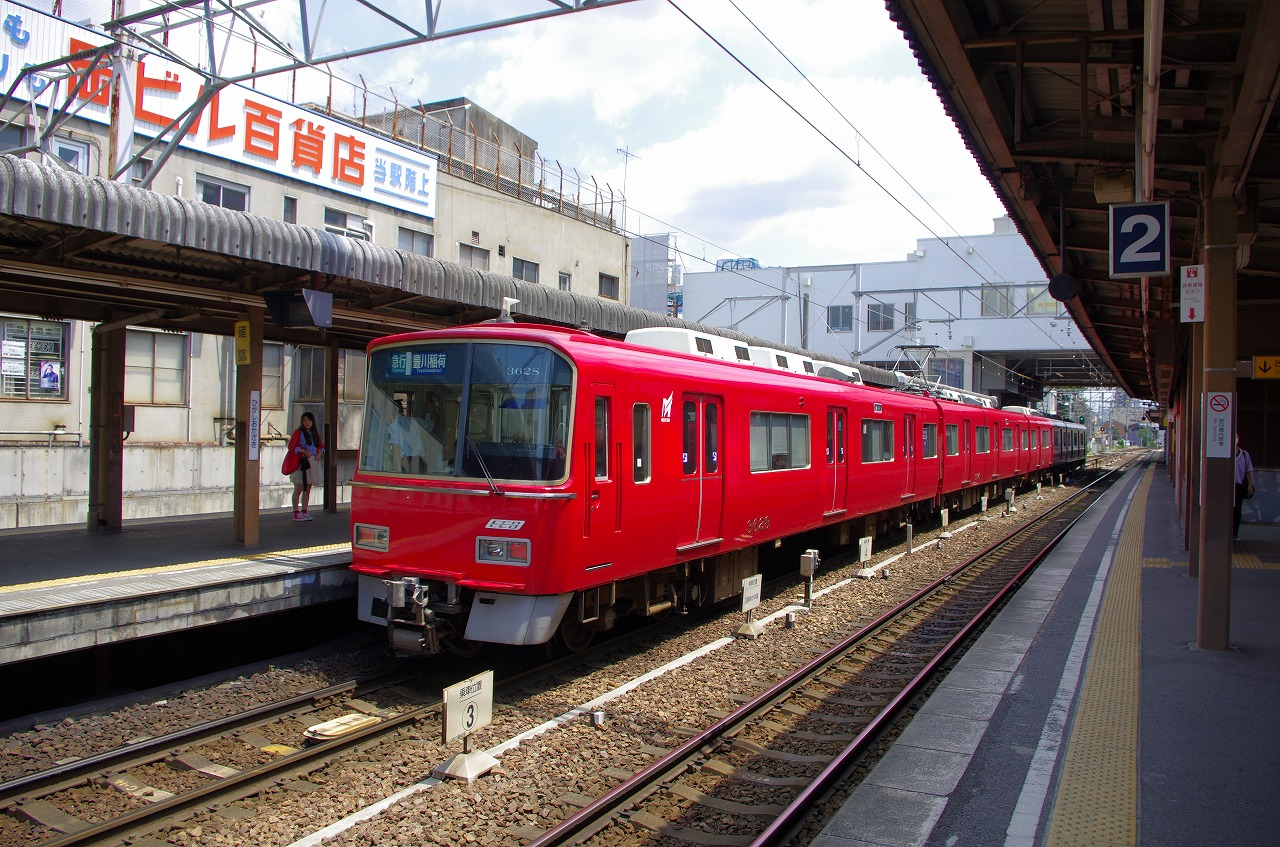
Triebzug der Baureihe 3500
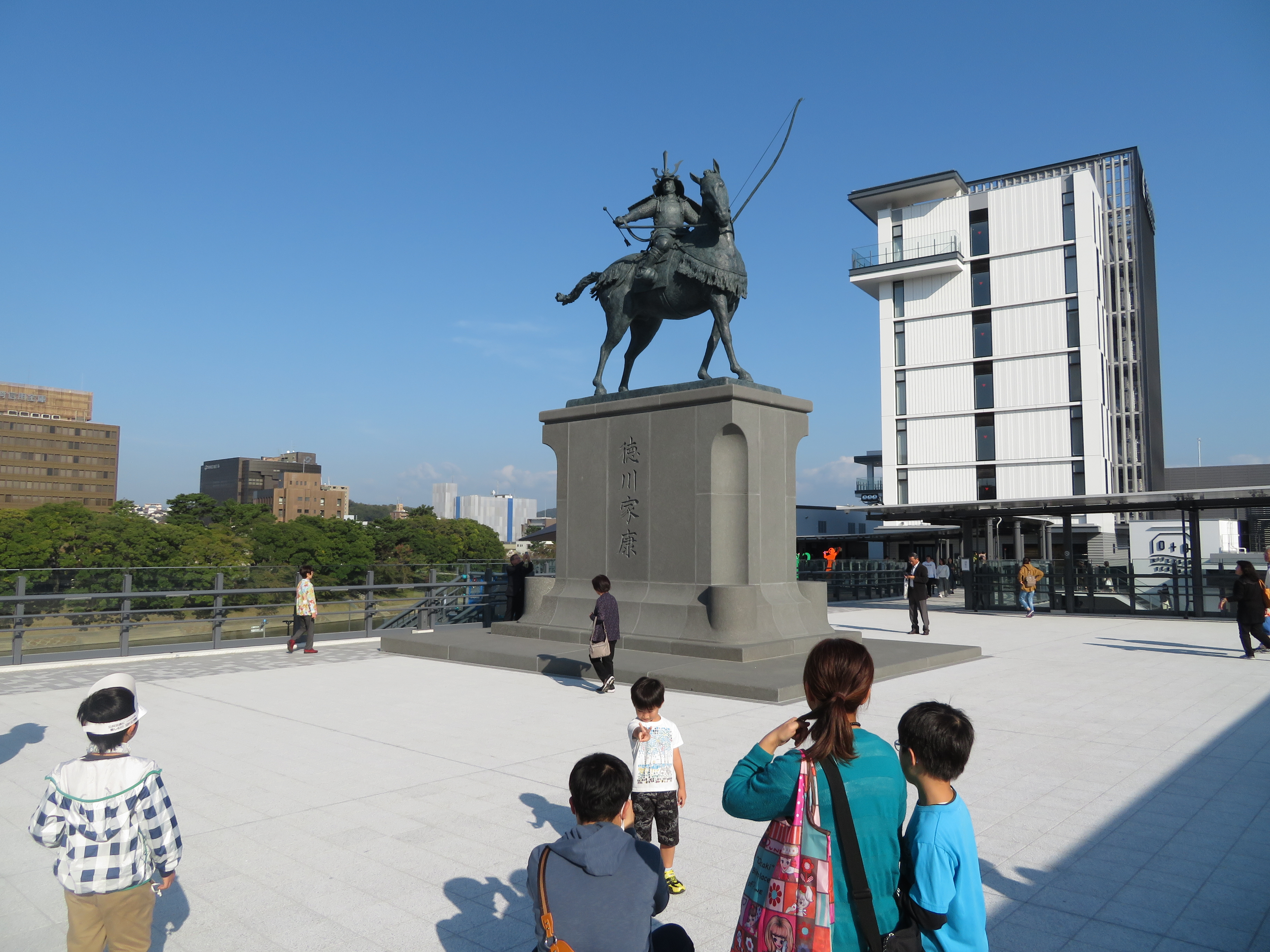
Statue von Tokugawa Ieyasu

## Gleise

Gleisplan

| 1/2 | ▉ Nagoya-Hauptlinie   | Chiryū • Kanayama • Meitetsu Nagoya • Meitetsu Gifu / Inuyama |
| 3/4 | ▉ Meitetsu Hauptlinie | Kō • Toyohashi                                                |

## Linien
| Verlauf der Meitetsu Nagoya-Hauptlinie |
| --- |
| Toyohashi • Ina • Odabuchi • Kō • Goyu • Meiden Akasaka • Meiden Nagasawa • Motojuku • Meiden Yamanaka • Fujikawa • Miai • Otogawa • Higashi-Okazaki • Okazakikōen-mae • Yahagibashi • Utō • Shin-Anjō • Ushida • Chiryū • Hitotsugi • Fujimatsu • Toyoake • Zengo • Chūkyō-keibajō-mae • Arimatsu • Sakyōyama • Narumi • Moto Hoshizaki • Moto Kasadera • Sakura • Yobitsugi • Horita • Jingū-mae • Kanayama • Sannō • Meitetsu Nagoya • Sakō • Higashi-Biwajima • Nishi-Biwajima • Futatsu-iri • Shinkawa-bashi • Sukaguchi • Marunouchi • Shin-Kiyosu • Ōsato • Okuda • • Kōnomiya • Shima-ujinaga • Myōkōji • Meitetsu Ichinomiya • Imaise • Iwato • Shin-Kisogawa • Kuroda • Kisogawa-zutsumi • Kasamatsu • Ginan • Chajo • Kanō • Meitetsu Gifu |

## Geschichte

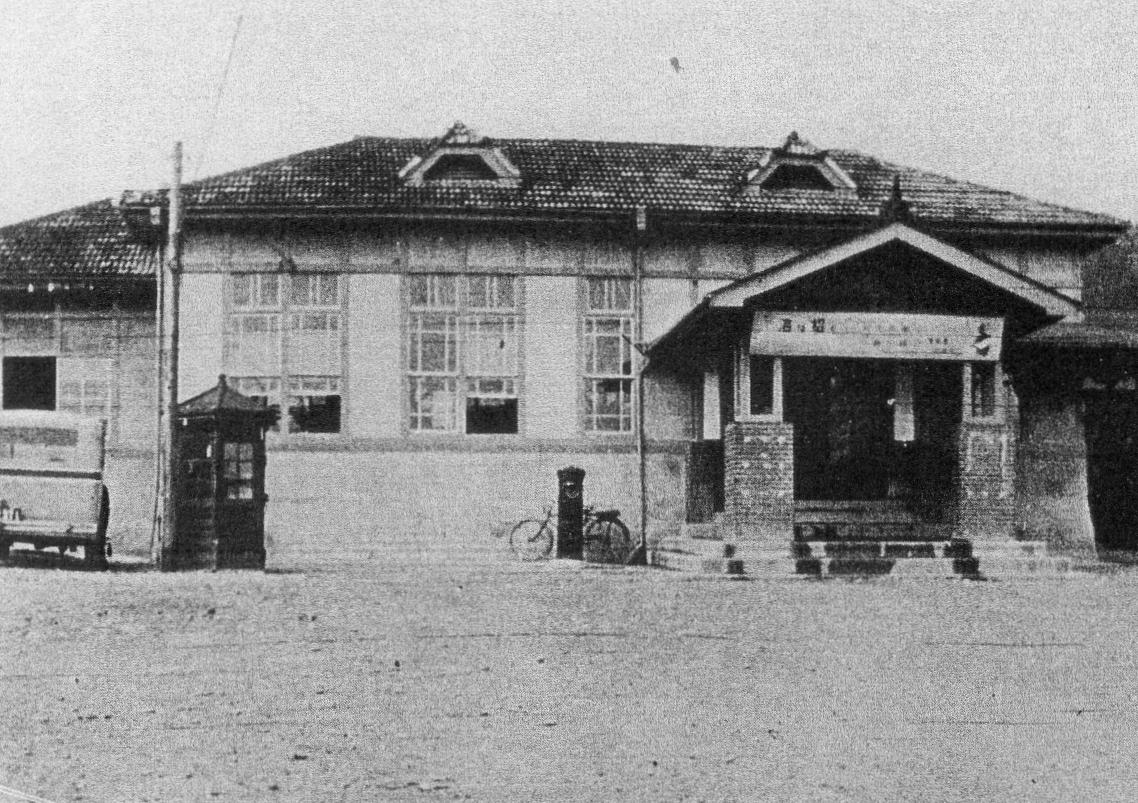
Der Bahnhof um 1940

Die Bahngesellschaft Aichi Denki Tetsudō (Aiden) eröffnete den Bahnhof am 8. August 1923, zusammen mit dem von Okazakikōen-mae bis hierher führenden Abschnitt der heutigen Nagoya-Hauptlinie. Hier bestand auch Anschluss an die seit 1899 existierende Straßenbahn Okazaki. Der neue Bahnhof lag für die meisten Einwohner viel zentraler als der Bahnhof Okazaki der Tōkaidō-Hauptlinie am südlichen Stadtrand, weshalb die Aiden bald den Nahverkehr in Richtung Nagoya dominierte. Knapp drei Jahre lang war Higashi-Okazaki die östliche Endstation, bis zur Inbetriebnahme der Verlängerung nach Kō am 1. April 1926. 1935 fusionierte die Aiden mit der Meigi Tetsudō zur Meitetsu, die sechs Jahre später auch die Straßenbahn übernahm. 1958 ersetzte sie das seit der Eröffnung bestehende hölzerne Empfangsgebäude durch einen Neubau. Am 17. Juni 1962 erfolgte die Stilllegung der Straßenbahn.
Aus Rationalisierungsgründen stellte die Meitetsu am 30. September 1982 den Güterverkehr ein, am 1. Oktober 1983 schloss sie Renovationsarbeiten am Empfangsgebäude ab. Damals waren die Bahnsteige nur über einen mit Schranken gesicherten Bahnübergang erreichbar, was die Kapazität erheblich einschränkte. Aus diesem Grund ließ die Meitetsu einen Personentunnel von der Nord- zur Südseite errichten und nahm ihn am 25. Dezember 1989 in Betrieb. 1992 wurde das Empfangsgebäude um den Südflügel ergänzt. Trotz dieser Maßnahmen war der Bahnhof bald wieder regelmäßig überlastet, weshalb die Meitetsu 2009 mit dem Bau des Reiterbahnhofs begann. Nachdem im Dezember 2010 die erste Bauetappe fertiggestellt war, konnte das Bauwerk am 2. November 2012 vollständig in Betrieb genommen werden (mitsamt der Neugestaltung der Außenflächen).